# HD 49028
HD 49028，又名CD-30 3495，SAO 197163、HR 2497，是一颗恒星，视星等为6.54，位于銀經240.11，銀緯-14.68，其B1900.0坐标为赤經6h 41m 12.7s，赤緯-30° -14.68′ 56″。